# Сатурнино да Кошта, Мануэл
Мануэл Сатурнино да Кошта (порт. Manuel Saturnino da Costa; 29 ноября 1942, Болама, Португальская Гвинея — 10 марта 2021, Бисау, Гвинея-Бисау) — политический, государственный и дипломатический деятель Гвинеи-Бисау, который занимал пост премьер-министра страны (26 октября 1994 — 6 июня 1997; первый демократически избранный глава государства при многопартийной системе), посол Гвинеи-Бисау в СССР и Кубе в 1970-х годах.

## Биография
Участник войны за независимость португальской Гвинеи и островов Кабо-Верде от португальских колонизаторов. Партизанил. Член Африканской партии независимости Гвинеи и Кабо-Верде (ПАИГК) с 17-летнего возраста. Был в числе первых бойцов ПАИГК, прошедших военную подготовку в КНР. Его старший брат Виторино Кошта погиб в 1962 году в засаде салазаровской спецслужбы ПИДЕ.
С 1977 года — на дипломатической работе. Был послом Гвинеи-Бисау в СССР и Кубе в конце 1970-х годов. Во время президентства Жуана Бернарду Виейры, пришедшего к власти в результате переворота в 1980 году, Сатурнино да Кошта стал членом ЦК, Политбюро и наконец генеральным секретарём Африканской партии независимости Гвинеи и Кабо-Верде (ПАИГК) в 1993 году.
ПАИГК выиграла первые свободные парламентские выборы в июле 1994 года, и 26 октября 1994 года Сатурнино да Кошта занял кресло премьер-министра страны. 
Важным событием его пребывания в должности стало присоединение к Западноафриканскому экономическому и валютному союзу и замена прежней валюты, гвинейского песо, западноафриканским франком 2 мая 1997 года. Вскоре после этого президент Виейра отправил правительство в отставку, предъявив тому неспособность совладать с социально-экономическим и политическим кризисом. 
После свержения президента Виейры в мае 1999 года Сатурнино да Кошта, представлявший во время гражданской войны антивиейристское крыло своей партии, был назначен исполняющим обязанности президента ПАИГК. После прихода к власти президента Кумбы Ялы, да Кошта был арестован вместе с другим бывшим премьер-министром, его предшественником Карлушем Коррейей по обвинению в финансовых нарушениях с выпуском гособлигаций. Вскоре выпущены по залог.
На выборах в законодательные органы власти в ноябре 2008 года ПАИГК получила большинство мест в Национальном народном собрании, и Сатурнино да Кошта был после выборов назначен министром Совета министров 7 января 2009 года (потерял свой пост в ходе перетасовки кабинета 28 октября того же года). Он также боролся за выдвижение в качестве президентского кандидата от ПАИГК, но уступил в борьбе Малам Бакай Санье.
Умер 10 марта 2021 года в Бисау в возрасте 78 лет.